# K. T. Oslin
Kay Toinette «K. T.» Oslin (Crossett, 15 de mayo de 1942-Nashville, 21 de diciembre de 2020) fue una cantante y compositora estadounidense de música country conocida por una serie de temas musicales que se encumbraron dentro de las diez posiciones de las listas de música country durante finales de la década de 1980 y principios de 1990, cuatro de los cuales ocuparon el número uno.

## Carrera musical

### Principios de 1980
En 1981 firmó con Elektra Records con el que lanzó los sencillos «Clean Your Own Tables» y «Younger Men (Are Startin' to Catch My Eye)». El primero alcanzó el número 72 en el Hot Country Songs, mientras que el segundo no apareció en las listas musicales. A pesar de los malos resultados de estos sencillos, varias de sus canciones han sido grabadas por Gail Davies, The Judds y Dottie West. Después de una actuación en Nashville, fue descubierta por el productor Harold Shedd, conocido por su trabajo con Alabama, y la ayudó a firmar con RCA Nashville en 1987, ahora usando el nombre artístico K.T. Oslin.

### 1987-1990
El primer sencillo con RCA fue «Wall of Tears», que llegó al número 40 en las listas de música country. Lo siguió «80's Ladies» que llegó al número 7 de las listas y le permitió ganar el Premio Grammy a la mejor interpretación vocal country femenina y el Premio Grammy a la mejor canción country, así como los exitosos número uno «Do Ya» y «I'll Always Come Back». En medio de estos dos sencillos, también realizó un dueto con Alabama «Face to Face» que alcanzó el número uno en las listas, aunque su nombre no apareció dentro de ellas. This Woman, su segundo álbum con RCA, produjo cinco sencillos: «Money» en la decimotercera posición, «Hold Me» en el número uno, «Hey Bobby» en la segunda posición, «this Woman» en el número cinco y finalmente, «Didn't Expect It to Go Down This Way» en la decimotercera posición. Con «Hold Me», volvió a recibir un Premio Grammy a la mejor interpretación vocal country femenina y el Premio Grammy a la mejor canción country.
Su tercer álbum, Love in a Small Town, fue lanzado a finales de 1990. Aunque su primer sencillo «Two Hearts» sólo alcanzó el puesto número 73, el segundo titulado «Come Next Monday» se convirtió en el mayor éxito de Oslin al pasar dos semanas en el número uno; por este tema recibió una nominación al Premio Grammy a la mejor canción country. Fue seguido por «Mary and Willie», el último en ingresar dentro de las cuarenta posiciones en un ranking y luego un cover de Al Trace, «You Call Everybody Darlin'». Después de estas canciones, Oslin decidió retirarse de la realización de conciertos, aunque lanzó posteriormente su disco de grandes éxitos Greatest Hits: Songs from an Aging Sex Bomb en 1993, que introdujo el sencillo «New Way Home» en las listas. Poco después, tomó un descanso total de su carrera musical en favor de la actuación, haciendo apariciones en la película para televisión Murder So Sweet de 1993 y The Thing Called Love.
En 1996, volvió a cantar. Firmó con BNA Records y grabó My Roots Are Showing..., que incluyó el sencillo «Silver Tongue and Goldplated Lies». Cinco años más tarde, lanzó un segundo y último álbum con BNA titulado Live Close By, Visit Often, que coprodujo con Raul Malo, líder de The Mavericks.
Oslin volvió a los escenarios en noviembre de 2013 para un concierto en el Teatro Franklin en Franklin para celebrar el 25.o aniversario de su álbum de debut, 80's Ladies.

## Discografía

### Álbumes de estudio

#### Décadas de 1980 y 1990
| Título                                                  | Detalles del álbum                                                                                           | Máximas posiciones en las listas | Máximas posiciones en las listas | Máximas posiciones en las listas | Certificaciones (Ventas)                |
| Título                                                  | Detalles del álbum                                                                                           | US Country                       | US                               | CAN Country                      | Certificaciones (Ventas)                |
| ------------------------------------------------------- | --- | -------------------------------- | -------------------------------- | -------------------------------- | --------------------------------------- |
| 80's Ladies                                             | - Fecha de lanzamiento: 1987 - Sello discográfico: RCA Nashville - Formatos: LP, CD, casete                  | 1                                | 68                               | —                                | - Canadá: Oro - Estados Unidos: Platino |
| This Woman                                              | - Fecha de lanzamiento: 1988 - Sello discográfico: RCA Records - Formatos: LP, CD, casete                    | 2                                | 75                               | 4                                | - Canadá: Oro - Estados Unidos: Platino |
| Love in a Small Town                                    | - Fecha de lanzamiento: 27 de noviembre de 1990 - Sello discográfico: RCA Records - Formatos: LP, CD, casete | 5                                | 76                               | —                                | - Estados Unidos: Oro                   |
| My Roots Are Showing...                                 | - Fecha de lanzamiento: 1 de octubre de 1996 - Sello discográfico: BNA Records - Formatos: CD, casete        | 45                               | —                                | —                                |                                         |
| "—" denota que el lanzamiento no apareció en las listas | |                                  |                                  |                                  |                                         |

#### Décadas de 2000 y 2010
| Título                     | Detalles del álbum                                                                                          | Máxima posición en listas |
| Título                     | Detalles del álbum                                                                                          | US Country                |
| -------------------------- | --- | ------------------------- |
| Live Close By, Visit Often | - Fecha de lanzamiento: 19 de junio de 2001 - Sello discográfico: BNA Records - Formatos: CD, casete        | 35                        |
| Simply                     | - Fecha de lanzamiento: 2 de junio de 2015 - Sello discográfico: Red River - Formatos: CD, descarga digital |                           |

### Álbumes compilatorios
| Greatest Hits: Songs from an Aging Sex Bomb             | - Fecha de lanzamiento: 27 de abril de 1993 - Sello discográfico: RCA Records - Formatos: CD, casete       | 31 | 126 | 27 |
| A New Way Home                                          | - Fecha de lanzamiento: 14 de septiembre de 1993 - Sello discográfico: RCA Records - Formatos: CD, casete  | —  | —   | —  |
| Super Hits                                              | - Fecha de lanzamiento: 3 de junio de 1997 - Sello discográfico: RCA Records - Formatos: CD, casete        | —  | —   | —  |
| At Her Best                                             | - Fecha de lanzamiento: 8 de septiembre de 1998 - Sello discográfico: RCA Records - Formatos: CD, casete   | —  | —   | —  |
| RCA Country Legends                                     | - Fecha de lanzamiento: 10 de septiembre de 2002 - Sello discográfico: RCA Records - Formatos: CD          | —  | —   | —  |
| All American Country                                    | - Fecha de lanzamiento: 1 de abril de 2004 - Sello discográfico: Sony BMG - Formatos: CD, descarga digital | —  | —   | —  |
| "—" denota que el lanzamiento no apareció en las listas | |    |     |    |

## Sencillos

### Década de 1980
| 1981                                                    | «Clean Your Own Tables»                | 72 | —  | Canciones sin álbum (como Kay T. Oslin) |
| 1982                                                    | «Younger Men»                          | —  | —  | Canciones sin álbum (como Kay T. Oslin) |
| 1987                                                    | «Wall of Tears»                        | 40 | —  | 80's Ladies                             |
| 1987                                                    | «80's Ladies»                          | 7  | 4  | 80's Ladies                             |
| 1987                                                    | «Do Ya»                                | 1  | 3  | 80's Ladies                             |
| 1988                                                    | «I'll Always Come Back»                | 1  | 1  | 80's Ladies                             |
| 1988                                                    | «Younger Men» (relanzamiento)          | —  | —  | 80's Ladies                             |
| 1988                                                    | «Money»                                | 13 | 11 | This Woman                              |
| 1988                                                    | «Hold Me»                              | 1  | *  | This Woman                              |
| 1989                                                    | "Hey Bobby»                            | 2  | 1  | This Woman                              |
| 1989                                                    | «This Woman»                           | 5  | 2  | This Woman                              |
| 1989                                                    | «Didn't Expect It to Go Down This Way» | 23 | 27 | This Woman                              |
| "—" denota que el lanzamiento no apareció en las listas |                                        |    |    |                                         |

### Década de 1990
| 1990                                                    | «Two Hearts»                        | 73 | 50 | Love In a Small Town                        |
| 1990                                                    | «Come Next Monday»                  | 1  | 1  | Love In a Small Town                        |
| 1991                                                    | «Mary and Willie»                   | 28 | 20 | Love In a Small Town                        |
| 1991                                                    | «You Call Everybody Darlin'»        | 69 | 72 | Love In a Small Town                        |
| 1991                                                    | «Cornell Crawford»                  | 63 | —  | Love In a Small Town                        |
| 1993                                                    | «A New Way Home»                    | 64 | 78 | Greatest Hits: Songs from an Aging Sex Bomb |
| 1994                                                    | «Feeding a Hungry Heart»            | —  | —  | Greatest Hits: Songs from an Aging Sex Bomb |
| 1996                                                    | «Silver Tongue and Goldplated Lies» | 64 | 86 | My Roots Are Showing...                     |
| "—" denota que el lanzamiento no apareció en las listas |                                     |    |    |                                             |

### Década de 2000
| 2001                                                    | «Live Close By, Visit Often»   | 53 | —  | Live Close By, Visit Often |
| 2001                                                    | «Come on-a My House»           | —  | 40 | Live Close By, Visit Often |
| 2001                                                    | «Drivin', Cryin', Missin' You» | —  | —  | Live Close By, Visit Often |
| "—" denota que el lanzamiento no apareció en las listas |                                |    |    |                            |

### Otros sencillos

#### Frankie & Johnny
| Álbum | Sencillo      | Álbum     |
| ----- | ------------- | --------- |
| 1967  | «Sweet Thang» | Sin álbum |

#### Sencillos como invitada
| Año  | Sencillo          | Artista | Máxima posición en listas | Máxima posición en listas | Álbum   |
| Año  | Sencillo          | Artista | US Country                | CAN Country               | Álbum   |
| ---- | ----------------- | ------- | ------------------------- | ------------------------- | ------- |
| 1987 | «Face to Face»[A] | Alabama | 1                         | 1                         | Just Us |

## Vídeos musicales
| Año  | Título                                 | Director                    |
| ---- | -------------------------------------- | --------------------------- |
| 1987 | «80's Ladies»                          | John Lloyd Miller/Jack Cole |
| 1988 | «I'll Always Come Back»                | John Lloyd Miller/Jack Cole |
| 1988 | «Didn't Expect It to Go Down This Way» |                             |
| 1988 | «Hold Me»                              | Jack Cole                   |
| 1990 | «Come Next Monday»                     | Jack Cole                   |
| 1991 | «Mary and Willie»                      | Jack Cole                   |
| 1996 | «Silver Tongue and Goldplated Lies»    | Allen Coulter               |